# 傑里·納德勒
傑羅德·劉易斯·納德勒（/ˈnædlər/，1947年6月13日—）是一位美國律師和政治人物，自2023年以來一直擔任代表紐約州第十二國會選區聯邦眾議員，他於1992年首次被選為國會議員，代表該州第17個國會選區，該選區在1993年至2013年期間被重新編號為第8選區，在2013年至2023年期間被重新編號為第10選區。2019年至2023年。納德勒在國會第17個任期中擔任紐約州美國眾議院代表。在當選國會議員之前，他曾擔任過八屆紐約州議員。

## 外部連結
- Congressman Jerry Nadler （页面存档备份，存于） official U.S. House website
- Jerry Nadler for Congress （页面存档备份，存于）
- 中的“Jerry Nadler”

- 美國國會國家人物傳記大辭典中的傳記
- 由華盛頓郵報維護的投票記錄
- 智慧投票计划中的傳記、投票紀錄及利益集團評級
- 聯邦選舉委員會中的競選財務報告和數據
- C-SPAN內的頁面（英文）